# Uromys boeadii
Uromys boeadii е вид бозайник от семейство Мишкови (Muridae). Видът е критично застрашен от изчезване.

## Разпространение
Разпространен е в Индонезия.